# 13926 Бернерс-Лі
13926 Бернерс-Лі (13926 Berners-Lee) — астероїд головного поясу, відкритий 2 грудня 1986 року.
Тіссеранів параметр щодо Юпітера — 3,370.